# René Metge

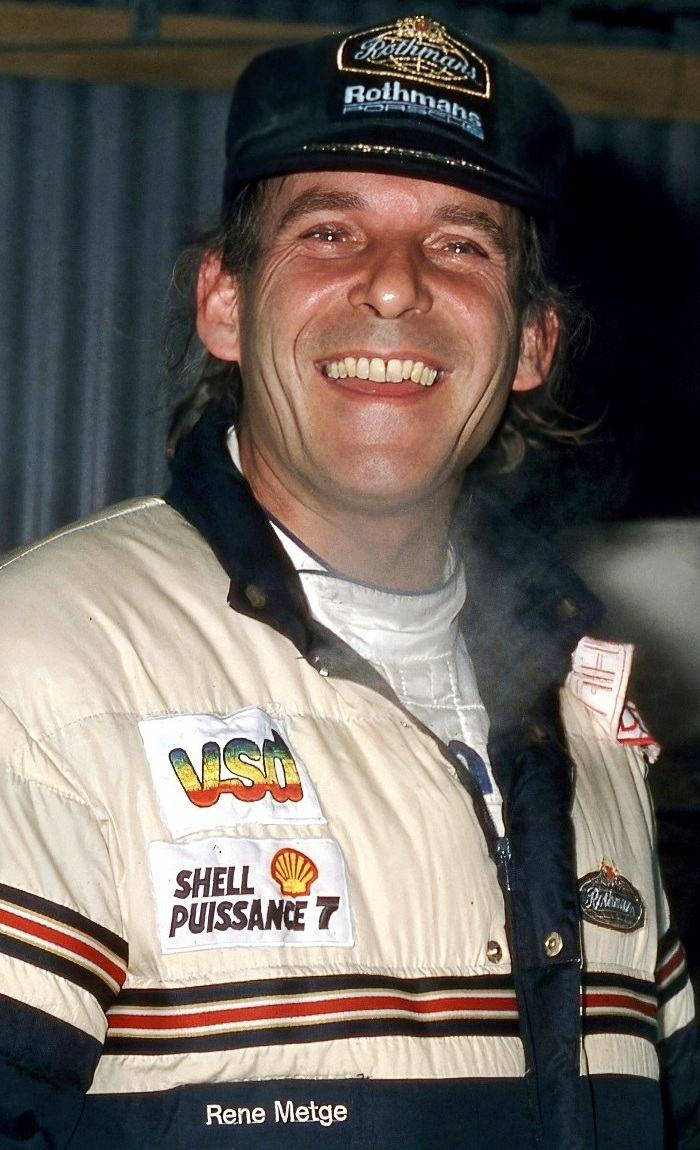
René Metge 1985

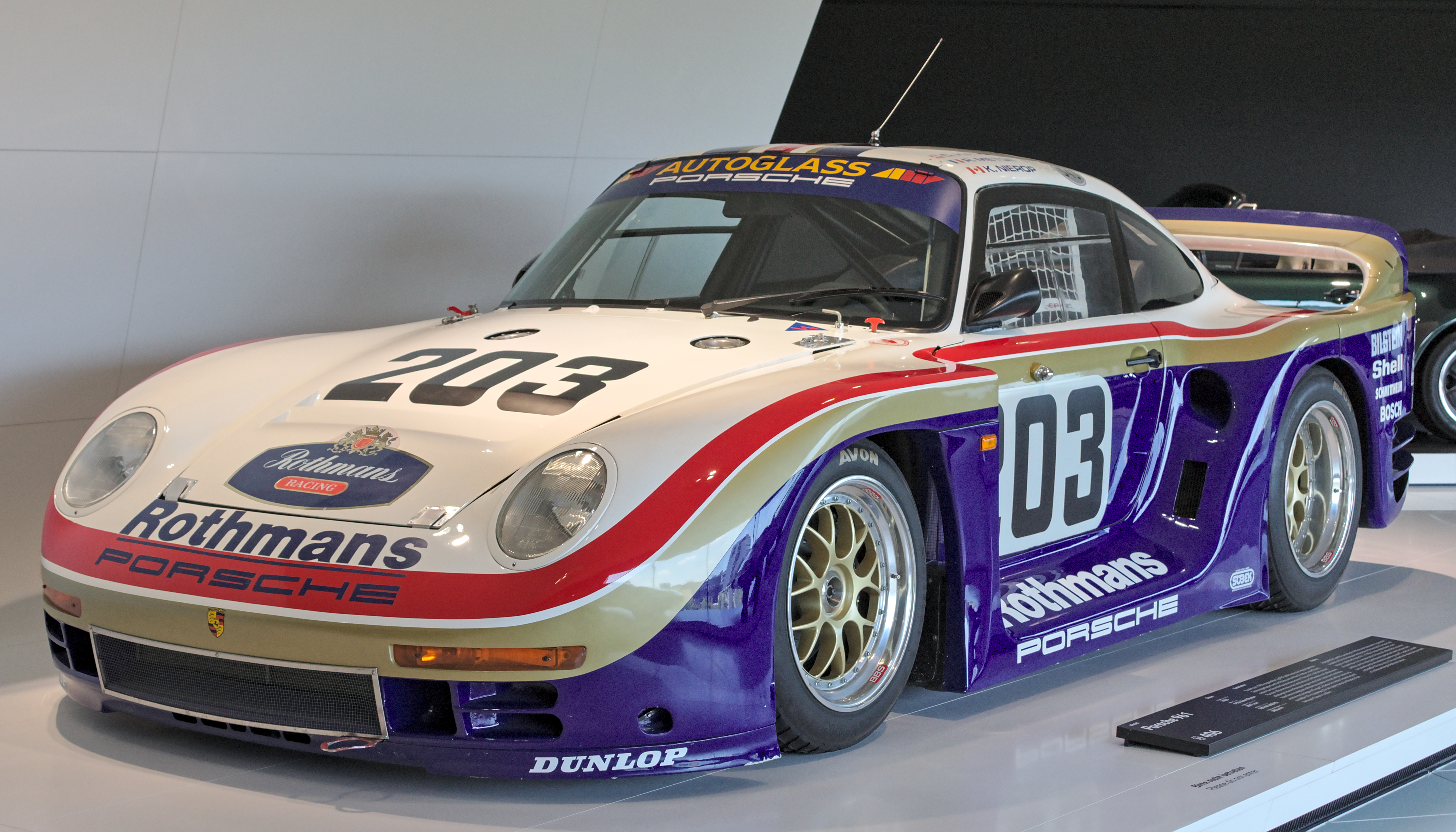
Porsche 961 von Metge aus dem Jahr 1987

René Metge (* 23. Oktober 1941 in Montrouge; † 3. Januar 2024 in Longjumeau) war ein französischer Rallye-Raid- und Rundstrecken-Rennfahrer.

## Karriere
Metge gewann in den Jahren 1981, 1984 und 1986 die Rallye Paris-Dakar. Außerdem nahm er wiederholt an den 24-Stunden-Rennen von Le Mans teil; 1986 wurde er mit dem Porsche-Werksteam Klassensieger. Zudem siegte er 1987 in der ersten Saison des Porsche 944 Turbo Cups Frankreich. Im gleichen Jahr startete Metge bei seinem letzten Le-Mans-Rennen für Porsche, fiel jedoch vorzeitig aus. 2003 war er erneut gemeldet, fuhr jedoch lediglich die Vortests in einem Chrysler Viper GTS-R. Am Rennen selbst nahm er nicht teil.
Nach seiner aktiven Zeit als Rennfahrer blieb Metge dem Rallyesport durch die Organisation der Rallye d’Orient und als Veranstalter und Renndirektor des Africa Eco Race verbunden. Zuletzt war er im Motorsport als Beifahrer im Team Nissan auf der Rallye Dakar 2007 mit der Platzierung 22 overall Cars aktiv.
René Metge war mit Danièle, der älteren Schwester seines Jugendfreundes Coluche verheiratet. Er starb 82-jährig im Januar 2024.

## Trivia
René Metge erlernte das Handwerk eines Feinmechanikers und übernahm später die Werkstatt seines Lehrherrn. Diese baute er zu einem Leyland-Vertrieb aus, dem er den Firmennamen „Autorama 92 Malakoff – Range Rover“ gab. Da Metge während seiner frühen Motorsport-Jahre auf den Rennstrecken immer mit einem Stetson auf dem Kopf herumlief, war er bald auch unter dem Spitznamen der „Malakoff-Cowboy“ bekannt, mit dem er auch in späterer Zeit noch oft benannt wurde.

## Statistik

### Le-Mans-Ergebnisse
| Jahr | Team                     | Fahrzeug                | Teamkollege           | Teamkollege      | Teamkollege     | Platzierung            | Ausfallgrund     |
| ---- | ------------------------ | ----------------------- | --------------------- | ---------------- | --------------- | ---------------------- | ---------------- |
| 1977 | Anne-Charlotte Verney BP | Porsche 911 Carrera RSR | Anne-Charlotte Verney | Dany Snobeck     | Hubert Striebig | Rang 18                |                  |
| 1979 | Anne-Charlotte Verney    | Porsche 934             | Anne-Charlotte Verney | Patrick Bardinon |                 | Rang 19                |                  |
| 1982 | Cooke Racing - BP        | Porsche 935 K3          | François Sérvanin     | Dany Snobeck     |                 | Rang 5                 |                  |
| 1984 | GTi Engineering          | Porsche 956             | Richard Lloyd         | Nick Mason       |                 | Disqualifiziert        | unerlaubte Hilfe |
| 1986 | Porsche AG               | Porsche 961             | Claude Ballot-Léna    |                  |                 | Rang 7 und Klassensieg |                  |
| 1987 | Porsche AG               | Porsche 961             | Claude Haldi          | Kees Nierop      |                 | Ausfall                | Unfall           |

### Einzelergebnisse in der Sportwagen-Weltmeisterschaft
| Saison | Team                        | Rennwagen                    | 1   | 2   | 3   | 4   | 5   | 6   | 7   | 8   | 9   | 10  | 11  | 12  | 13  | 14  | 15  | 16  | 17  |
| ------ | --------------------------- | ---------------------------- | --- | --- | --- | --- | --- | --- | --- | --- | --- | --- | --- | --- | --- | --- | --- | --- | --- |
| 1979   | Anne-Charlotte Verney Elvia | Porsche 934 Triumph Dolomite | DAY | SEB | MUG | TAL | DIJ | RIV | SIL | NÜR | LEM | PER | DAY | WAT | SPA | BRH | ROA | VAL | ELS |
| 1979   | Anne-Charlotte Verney Elvia | Porsche 934 Triumph Dolomite |     |     |     |     |     |     |     |     | 19  |     |     |     | DNF |     |     |     |     |
| 1981   | J.M.S.R.T.                  | BMW 530                      | DAY | SEB | MUG | MON | RIV | SIL | NÜR | LEM | PER | DAY | WAT | SPA | MOS | ROA | BRH |     |     |
| 1981   | J.M.S.R.T.                  | BMW 530                      |     |     |     |     |     |     |     |     | DNF |     |     |     |     |     |     |     |     |
| 1982   | Cooke Racing                | Porsche 935                  | MON | SIL | NÜR | LEM | SPA | MUG | FUJ | BRH |     |     |     |     |     |     |     |     |     |
| 1982   | Cooke Racing                | Porsche 935                  | 5   |     |     |     |     |     |     |     |     |     |     |     |     |     |     |     |     |
| 1984   | GTi Engineering             | Porsche 956                  | MON | SIL | LEM | NÜR | BRH | MOS | SPA | IMO | FUJ | KYA | SAN |     |     |     |     |     |     |
| 1984   | GTi Engineering             | Porsche 956                  | DNF |     |     |     |     |     |     |     |     |     |     |     |     |     |     |     |     |
| 1986   | Porsche                     | Porsche 961                  | MON | SIL | LEM | NÜN | BRH | JER | NÜR | SPA | FUJ |     |     |     |     |     |     |     |     |
| 1986   | Porsche                     | Porsche 961                  | 7   |     |     |     |     |     |     |     |     |     |     |     |     |     |     |     |     |
| 1987   | Porsche                     | Porsche 961                  | JAR | JER | MON | SIL | LEM | NÜN | BRH | NÜR | SPA | FUJ |     |     |     |     |     |     |     |
| 1987   | Porsche                     | Porsche 961                  |     | DNF |     |     |     |     |     |     |     |     |     |     |     |     |     |     |     |